# Defecte de Frenkel

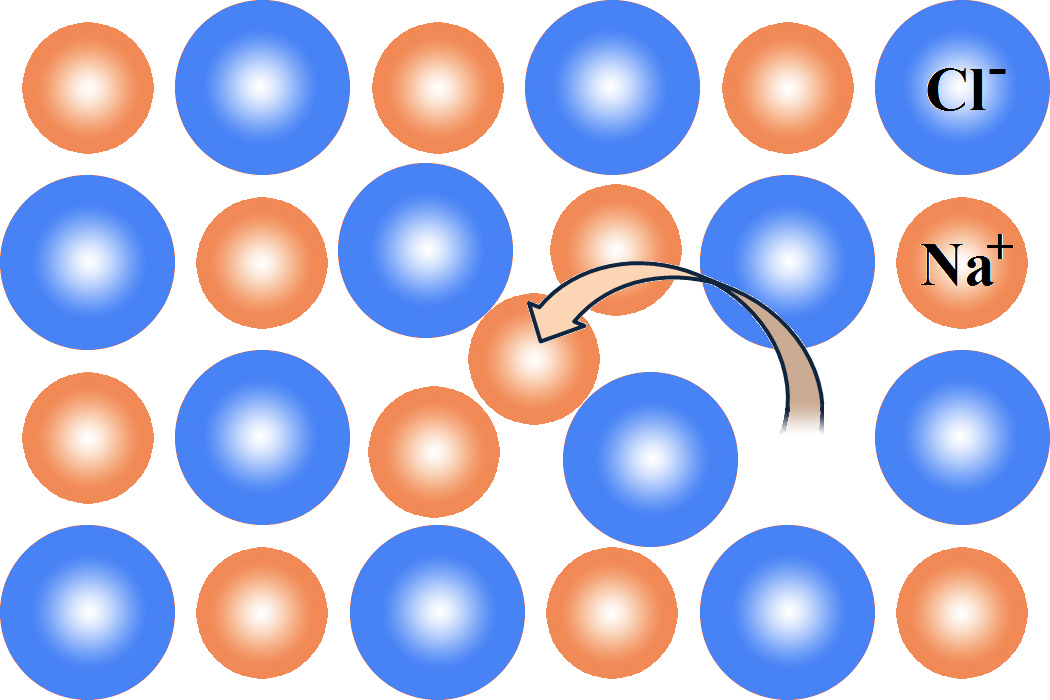
El defecte de Frenkel dins de l'estructura de NaCl

El defecte de Frenkel o defecte de dislocació és un tipus de defecte puntual en  sòlids cristal·lins que duu el nom del seu descobridor Yakov Frenkel. El defecte es forma quan un àtom o un ió més petit (generalment un catió) deixa el seu lloc a la xarxa, creant un  vacant, i es converteix en un  intersticial allotjant-se en una ubicació propera. El seu mecanisme principal de generació és per  irradiació de partícules, com a concentració d'equilibri segons la distribució de Boltzmann és molt més petit que els àtoms intersticials purs.(xinès)
En un cristall iònic, aquest defecte puntual es forma quan un ió es desplaça des de la seva posició reticular a un lloc intersticial, creant un  vacant al lloc original i un defecte intersticial a la nova ubicació sense qualsevol canvi en les propietats químiques. Aquest defecte apareix en un sòlid iònic que sol tenir un baix nombre de coordinació o una considerable disparitat en les mides dels ions. L'ió més petit (normalment el catió) està dislocat; per exemple. a  ZnS,  AgCl,  AgBr i  AgI a causa de la petita mida de l'ió zinc amb càrrega +2 i l'ió plata amb càrrega +1, els cations en els casos respectius es dislocen.
L'estructura cristallina AgBr presenta tant el defecte de Frenkel com el defecte de Schottky malgrat la disparitat en les mides dels ions constituents.

## Efecte sobre la densitat
Tot i que els defectes de Frenkel impliquen només la migració dels ions dins del cristall, no es conserva necessàriament el volum total i, per tant, la densitat: en particular per als sistemes tancats, l'expansió de la xarxa a causa de les soques induïdes per l'àtom intersticial normalment domina sobre la contracció de la xarxa a causa de la vacant, la qual cosa condueix a una disminució de la densitat.

## Exemples

Estructura de NaCl lliure de defectes

Dos defectes de Frenkel dins de l'estructura de NaCl

Els defectes de Frenkel s'exhibeixen en sòlids iònics amb una gran diferència de mida entre l'anió i el catió (amb el catió generalment més petit a causa d'un augment de la càrrega nuclear efectiva)
Alguns exemples de sòlids que mostren defectes de frenkel:
- sulfur de zinc,
- clorur de plata (I),
- bromur de plata (I) (també mostra defectes de schottky),
- iodur de plata (I).

Aquests es deuen a la mida comparativament més petita dels ions: Zn2 + i Ag+ .
Per exemple, considereu una gelosia formada per Xn− i Mn+ ions. Suposem que un ió M deixa la subxarxa M, deixant la subxarxa X sense canvis. El nombre d'intersticials formats equivaldrà al nombre de vacants formades.
Una reacció de defecte de Frenkel en MgO amb l'òxid anió deixant la xarxa i entrant en el lloc intersticial escrit en la notació Kröger-Vink:
Mg×
Mg + O×
O → O{\displaystyle \prime \prime }
i + v••
O + Mg×
Mg
Això es pot il·lustrar amb l'exemple de l'estructura cristal·lina de clorur de sodi. Els diagrames de la dreta són representacions esquemàtiques bidimensionals.